# Ель-Пінакате і Гран-Десіерто-де-Алтар
Біосферний заповідник Ель-Пінакате і Гран-Десіерто-де-Алтар (ісп. Reserva de la Biosfera El Pinacate y Gran Desierto de Altar) є біосферним заповідником і об'єктом Світової спадщини ЮНЕСКО яким керує федеральний уряд Мексики, зокрема Секретаріат навколишнього середовища та природних ресурсів, у співпраці з урядами штатів Сонора та Тохоно-О'одам.
Він розташований у пустелі Сонора на північному заході Мексики, на схід від Каліфорнійської затоки, у східній частині Гран-Десіерто-де-Алтар, трохи на південь від кордону з Аризоною, США, і на північ від міста Пуерто-Пеньяско. Це одна з найбільш помітних форм рельєфу в Північній Америці, яку можна побачити з космосу. Вулканічна система, відома як Санта-Клара, є основною частиною ландшафту, включаючи три вершини: Пінакат, Карнегі та Медіо. Це дочірній парк Національного пам'ятника Кактус Орган Пайп в Аризоні. Його дикій природі загрожує мілітаризація кордону між Мексикою та Сполученими Штатами та будівництво стіни на кордоні між Мексикою та США.
На території області трапляється понад 540 видів рослин, 40 видів ссавців, 200 видів птахів, 40 видів плазунів, земноводних і прісноводних риб. Існують ендемічні види, яким загрожує зникнення, як сонорський вилоріг, товсторогий баран, жилатьє та пустельна черепаха.
Біосферний заповідник займає площу 2 695,05 квадратного кілометра (1 040,56 миля2), що становить приблизно половину об'єкта Світової спадщини. Площа об'єкта Світової спадщини становить 7146 км², більше, ніж штати Агуаскальєнтес, Коліма, Морелос і Тласкала.

## Формування
Біосферний заповідник Ель-Пінакате і Гран-Десіерто-де-Алтар відомий своїми унікальними фізичними та біологічними характеристиками, наявністю вулканічного щита, великими ділянками активних дюн, які його оточують, і найбільшою концентрацією кратерів Маар. Гірський хребет Пінакат має особливо цікаві орогенні особливості, продукти вулканічних вивержень, які накопичували лаву в компактних скелях, пісок і вулканічний попіл, які утворювали кольори особливої краси, і такі кратери, як Ель-Елеганте, Серро-Колорадо, Макдугал і Сайкс.
Пінакате Пікс (Picos del Pinacate), група вулканічних піків і шлакових конусів, розташована в заповіднику на північ від Пуерто-Пеньяско. Найвищою вершиною є Серро-дель-Пінакате (вулкан Санта-Клара) з висотою 1 190 метрів (3 904 фут). Пінакате походить від слова pinacatl мовою науатль, що означає жука Pinacate, смердючого жука, ендемічного для пустелі Сонора.
Вулкани Пінакате Пікс спорадично вивергалися протягом приблизно 4 мільйонів років. Остання активність була близько 11 000 років тому.
З 1965 по 1970 рік NASA відправляло астронавтів до Гран-Десьєрто-де-Алтар, щоб потренуватися ходити по Місяцю через схожість місцевості з поверхнею Місяця.

## Історія

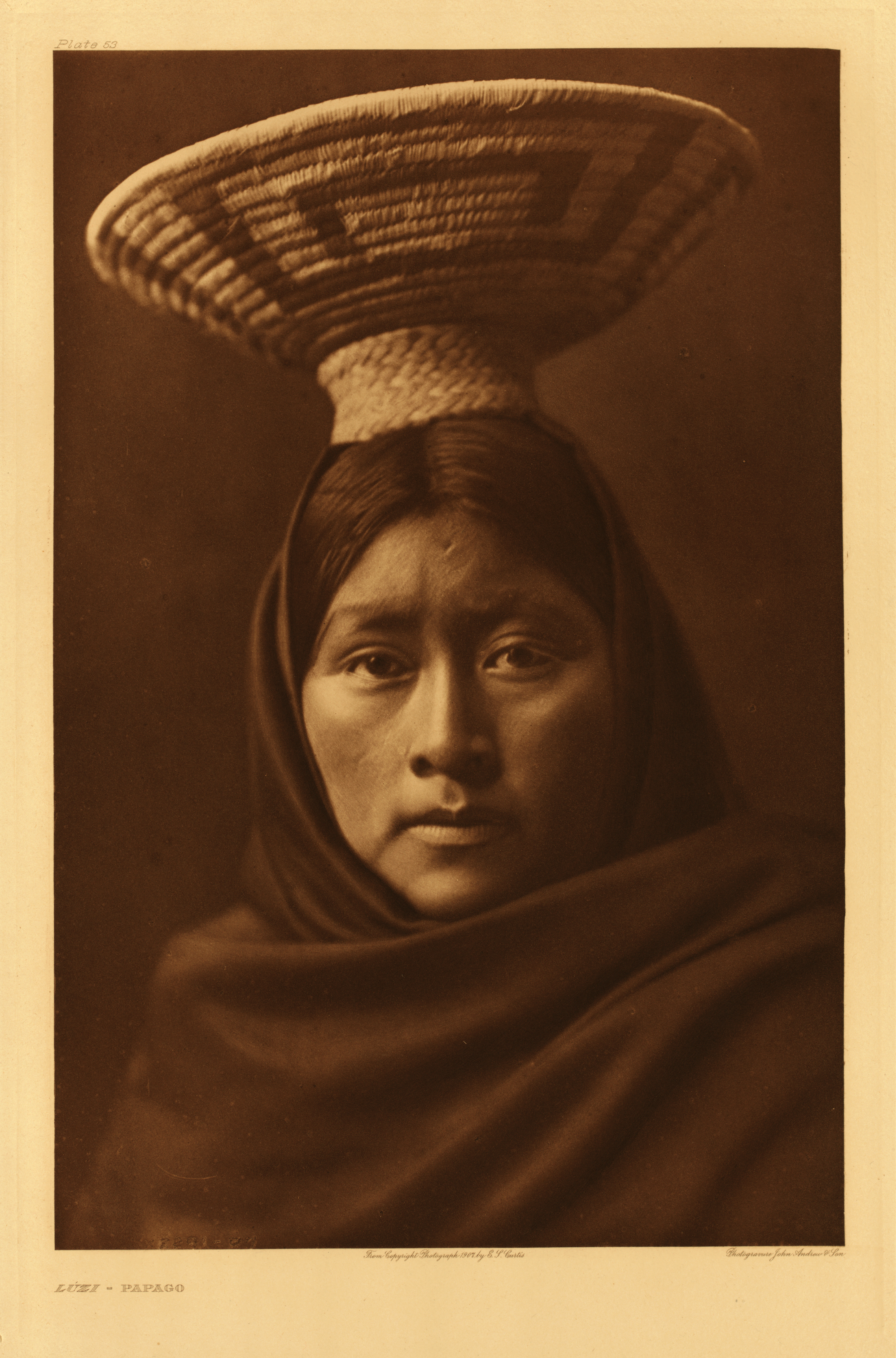
Тохоно-О'одам жінка. Фотографія Едварда С. Кертіса, приблизно 1907 рік.

### Доколумбова епоха
Перші жителі відомі як люди Сан-Дієгіто, вони були мисливцями-збирачами, які жили за рахунок землі, рухаючись з гір до Каліфорнійської затоки в пошуках їжі. Ранні етапи заселення, здається, закінчилися на початку льодовикового періоду близько 20 000 років тому, коли посуха змусила людей залишити гірський масив.
Другий етап заселення жителями Сан-Дієгіто почався наприкінці льодовикового періоду. Ця група повернулася в гори і жила так, як жили їхні предки. У цей час Тінахас, мабуть, був надійним джерелом води. Другий етап заселення закінчився з настанням жарознижувального періоду 9000 років тому, що знову змусило людей покинути територію.
Найновішими корінними мешканцями Пінакате та Гран-Десіерто-де-Алтар є група Пінакатеньо з Х'я К-ед О'одхем. Подібно до доісторичної культури Сан-Дієгіто, пінакатеньо кочували по Пінакате аж до моря в пошуках їжі, зосереджуючи свої табори біля тінахас. Під час цих подорожей вони залишали ознаки своєї присутності; одним із прикладів цього є мережа доріжок, що йдуть від тінаї до тінаї, а також кам'яні знаряддя праці та черепки, знайдені біля цих джерел води.

### Розвідки
Про тих, хто був першими дослідниками цієї території, залишилося небагато. Ймовірно, першим європейцем, який побачив гору, тепер відому як Сьєрра Пінакат, був дослідник Мельхіор Діас у 1540 році. Згодом, у 1698 році, священник Еусебіо Кіно, засновник місії Сан-Ксав'єр-дель-Бак у південному Тусоні, штат Аризона, відвідав це місце та кілька разів повертався, він зі своєю групою піднявся на вершину Ель-Пінакате, яка тоді була названа пагорбом Санта-Клара.
До 1956 року в Ель-Пінакате-і-Гран-Десіерто-де-Алтар було небагато вчених і дослідників, найвідоміша група МакДугал, Горнадей і Сайкс, які досліджували західну частину гори в 1907 році.